# Kirchenmuseum Marienhafe

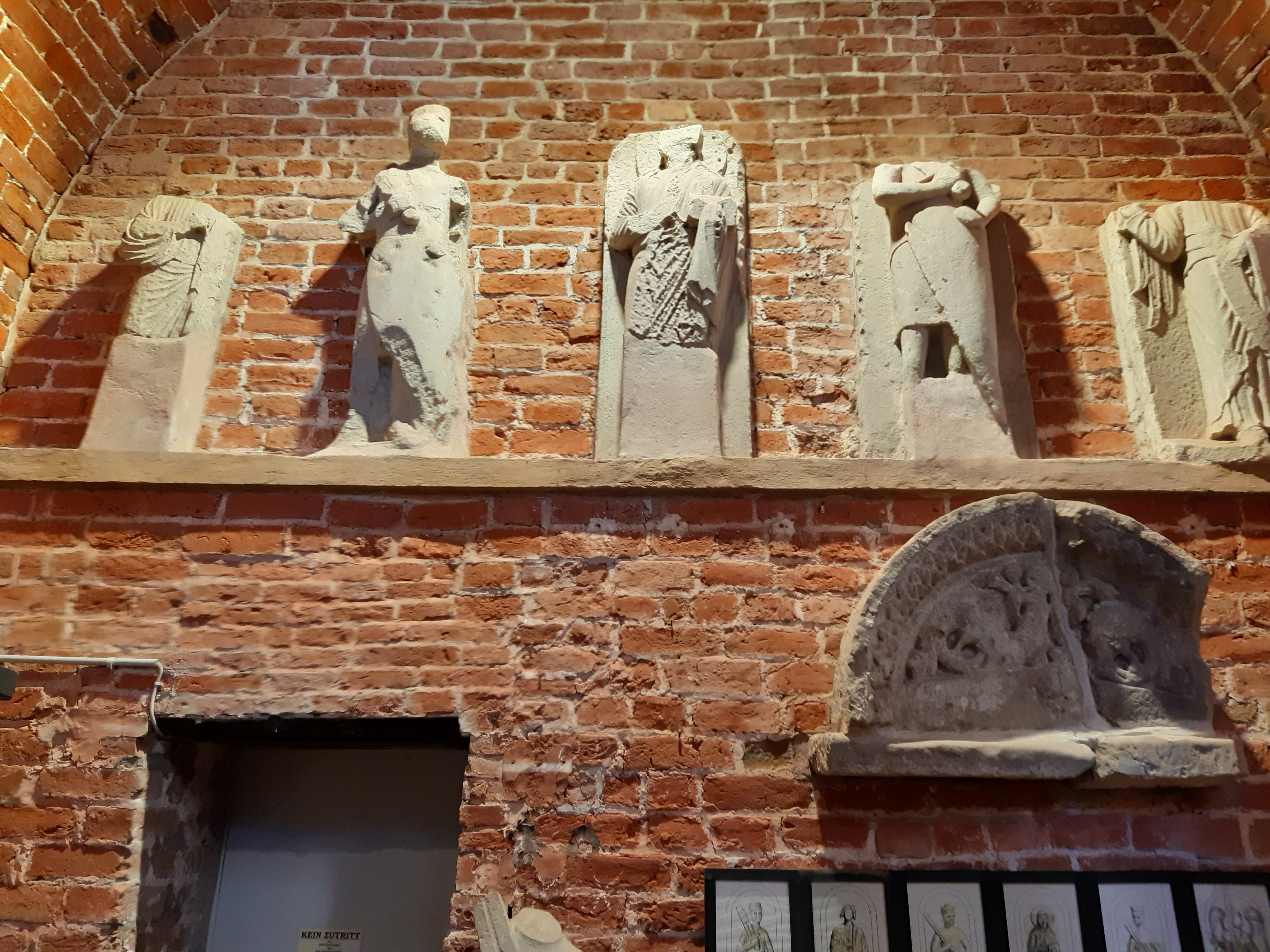
Fragmente von Statuen und Reliefs und Bogenfeld einer Tür im Vierungspfeiler

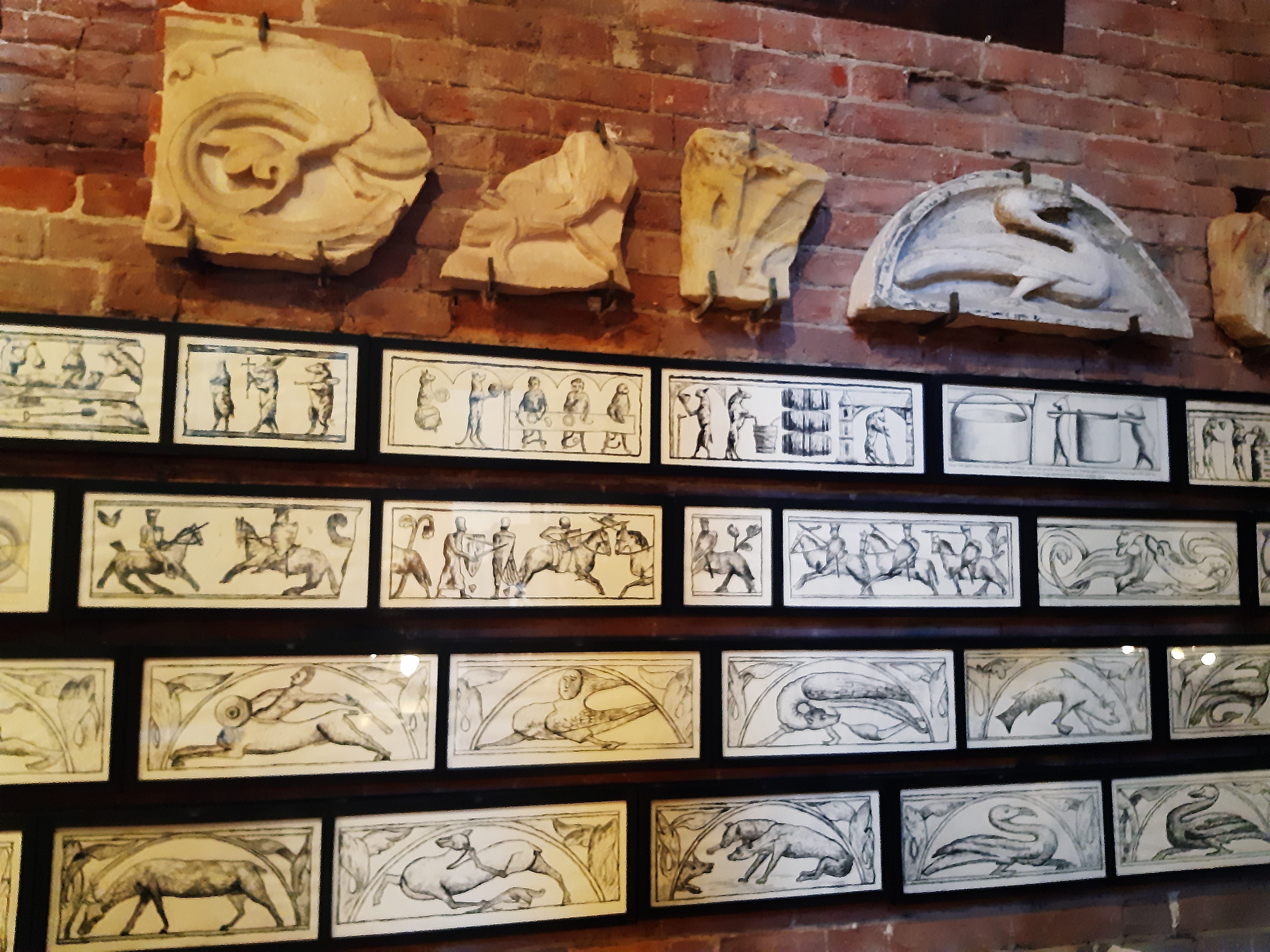
Zeichnungen vom Figurenfries

Das Kirchenmuseum im historischen Turm der Marienkirche von Marienhafe besteht seit 1932. Es zeigt die Baugeschichte der Kirche, die bis zu ihrem Teilabbruch im Jahre 1829 der größte und bedeutendste Sakralbau Ostfrieslands war.  In der Ausstellung sind Überreste eines Sandsteinfrieses und Fragmente von Skulpturen, die einst den Außenbereich der Kirche schmückten. Zu sehen ist auch eine Kopie des lange Zeit als Störtebeker-Porträt verwendeten Bildnisses des Kunz von der Rosen, wenige originale Stücke und ein Holzmodell der alten Kirche, das ihre Dimensionen erahnen lässt. Der gesamte, größtenteils verlorengegangene Figurenschmuck wird auf einer Zeichnung präsentiert. Vom Museum aus ist ein Aufstieg zur Aussichtsplattform auf dem 35 Meter hohen Turm möglich. Von dort bietet sich ein Rundblick über das Brookmerland und die Krummhörn.

## Geschichte
Gut 50 Jahre nach dem Teilabbruch begann die Gesellschaft für bildende Kunst und vaterländische Altertümer zu Emden ab 1878, die beim Teilabbruch der Kirche verlorengegangenen Bildwerke zu sammeln. Seit 1890 beteiligte sich auch die Kirchengemeinde Marienhafe an der Sammlung. Um sie angemessen präsentieren zu können, wurde der erste Stock des Kirchturms, die sogenannte Störtebekerkammer, 1904 wieder hergerichtet. 1932 wurde diese der Öffentlichkeit zugänglich gemacht und als Museum eröffnet.